# Phillip Archer
Phillip Archer (Warrington, 17 maart 1972) is een Engelse golfprofessional.

## Carrière
Archers vader was een van de medeoprichters van de Birchwood Golf Club, waar de kleine Phillip vroeg met het spel kennismaakte. In 1991 werd hij professional. Vanaf 1994 ging hij regelmatig naar de Tourschool, waar hij in 1999 en 2002 zijn tourkaart haalde. Hij speelde dus veel op de Challenge Tour, waar hij in 2004 het Rolex Trophy won, hetgeen hem een tourkaart voor 2005 opleverde. 
Bijna werd Archer in 2006 de eerste speler op de Europese PGA Tour met een ronde van 58. Dit was tijdens de eerste ronde van het Celtic Manor Wales Open in Newport. De baan heeft een par van 69. Om dit record op zijn naam te schrijven moest hij een birdieputt maken op de laatste green. De bal lipte de hole en viel niet. In 2007 verloor hij de play-off van op de European Masters in Crans en eindigde dat jaar op de 29ste plaats van de order of merit, zijn beste resultaat ooit op de Europese PGA Tour. In 2008 eindigde hij nog net in de Top-100 zodat hij in 2009 ook mocht blijven spelen op de Europese PGA Tour.
In 2011 behaalde hij zijn tweede overwinning op de Challenge Tour. Op de Golf Blue Green de Pléneuf Val Andre in Bratagne verbrak hij tijdens de derde ronde van de Allianz Open Côtes d'Armor Bretagne het baanrecord met een score van 61. Hij won met -7. Hij stond daarna op de 13de plaats van de ranking. In maart 2012 won hij de Colombia Classic, een eenmalig toernooi van de Challenge Tour. 
Archer speelde zijn laatste toernooi in 2017 om vanaf 2022 aan te treden op de Legends Tour.

## Overwinningen

### EuroPro Tour
- 2002: Marriott Hills

### Challenge Tour
- 2004: Rolex Trophy
- 2011: Allianz Open Côtes d'Armor Bretagne
- 2012: Pacific Rubiales Colombia Classic

### Overige
- Leeds Cup: 2000, 2016, 2021, 2022

## Teamdeelnames
- Seve Trophy: 2007 (winnaar)
- PGA Cup: 2017 (winnaar)

### Resultaten op deMajors
| Major                 | 1991 | 1992 | 1993 | 1994 | 1995 | 1996 | 1997 | 1998 | 1999 | 2000 | 2001 | 2002 | 2003 | 2004 | 2005 | 2006 | 2007 | 2008 | 2009 | 2010 | 2011 | 2012 | 2013 | 2014 | 2015 | 2016 | 2017 |
| --------------------- | ---- | ---- | ---- | ---- | ---- | ---- | ---- | ---- | ---- | ---- | ---- | ---- | ---- | ---- | ---- | ---- | ---- | ---- | ---- | ---- | ---- | ---- | ---- | ---- | ---- | ---- | ---- |
| U.S. Open             |      |      |      |      |      |      |      |      |      |      |      |      |      |      | T48  |      | CUT  |      |      |      |      |      |      |      |      |      |      |
| The Open Championship |      |      |      |      |      |      |      |      |      |      |      |      |      |      |      |      | 81   |      | CUT  |      |      |      |      |      |      |      |      |

CUT = miste de cut halverwege
G.T. = geen toernooi